# Ordinariato para los fieles de rito oriental en Polonia
El ordinariato para los fieles de rito oriental en Polonia (en latín: Ordinariatus pro fidelibus rituum orientalium in Poloniae y en polaco: Ordynariat wiernych obrządku wschodniego pozbawionych ordynariusza własnego obrządku w Polsce) es una circunscripción eclesiástica de la Iglesia católica en Polonia. Se trata de un ordinariato oriental, inmediatamente sujeto a la Santa Sede. Desde el 8 de marzo de 2025 su ordinario es el arzobispo Adrian Józef Galbas, de la Sociedad del Apostolado Católico.

## Territorio y organización

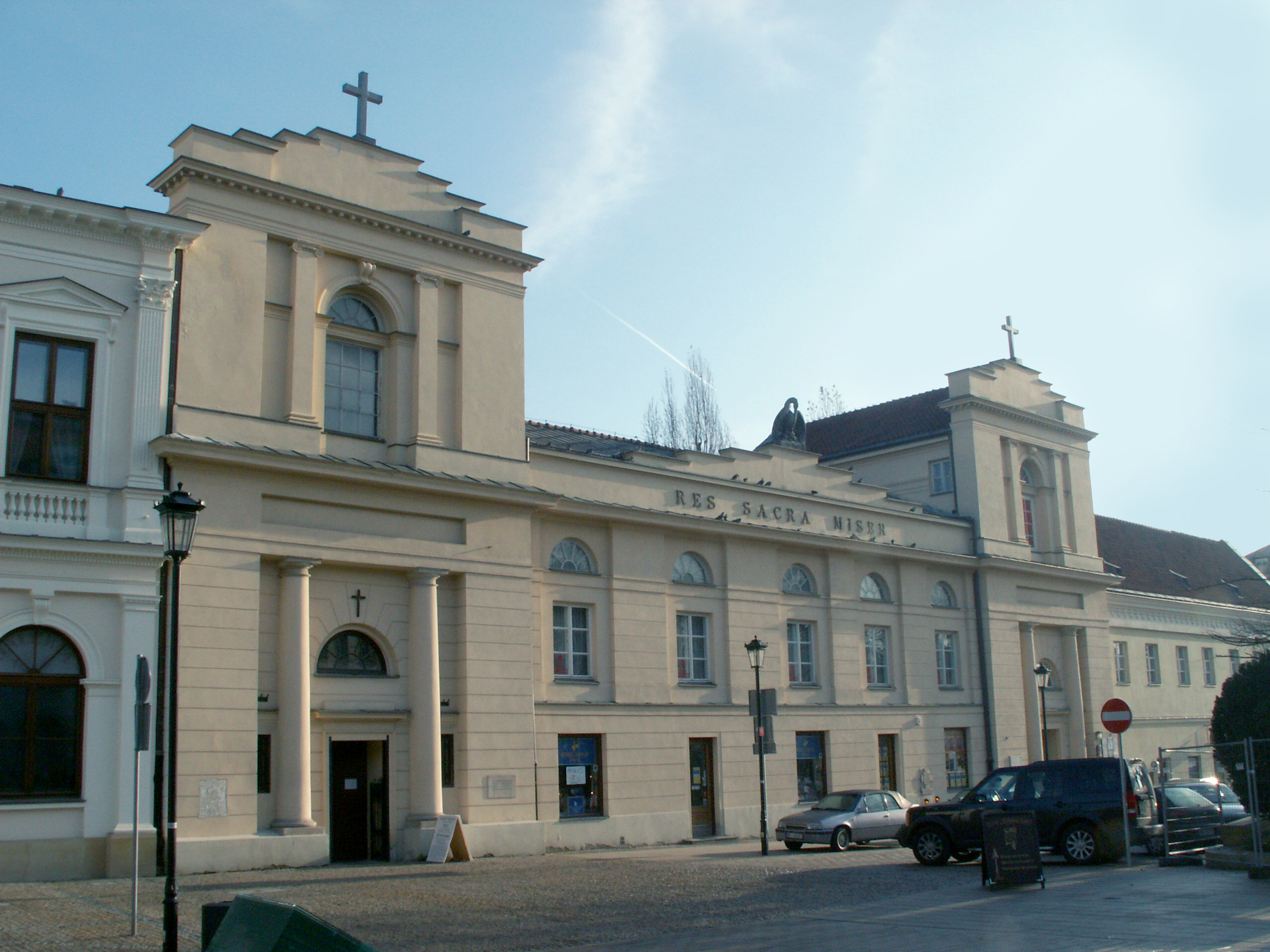
Iglesia parroquial armenia de Varsovia

El ordinariato tiene 312 696 km² y extiende su jurisdicción sobre los fieles católicos de ritos orientales residentes en todo el territorio de Polonia, a excepción de los de rito bizantino, pues desde 1991 existe un metropolitanato sui iuris para los fieles greco-católicos ucranianos y las pequeñas comunidades de fieles de la parroquia católica de rito bizantino-eslavo de Kostomłoty (neouniatos) fueron puestas bajo el cuidado del obispo de la diócesis de Siedlce. Los fieles de rito armenio constituyen la casi totalidad de los feligreses debido a que los de otros ritos son insignificantes en número y dispersos.

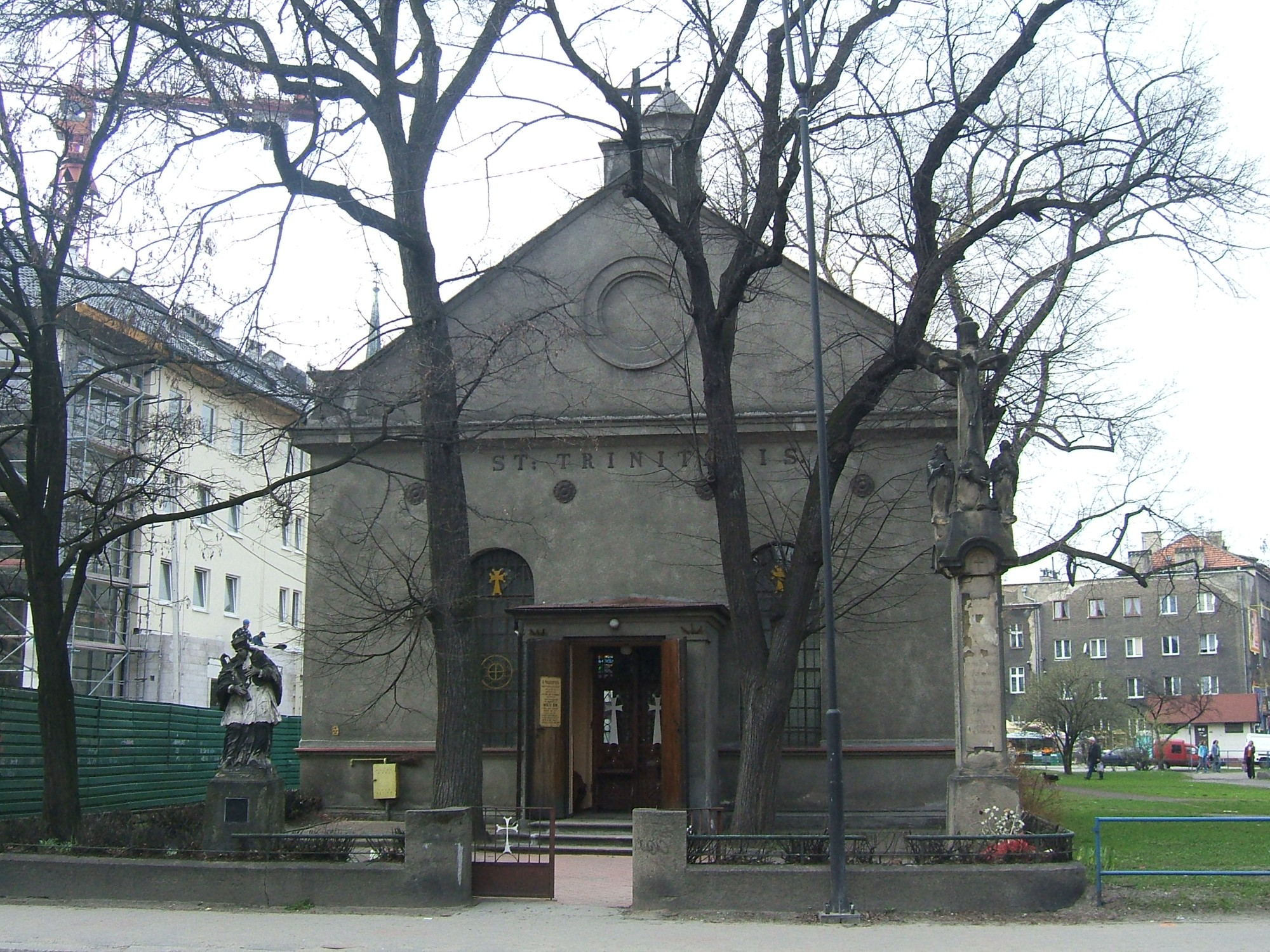
Iglesia parroquial armenia de Gliwice

La sede del ordinariato se encuentra en la ciudad de Varsovia.

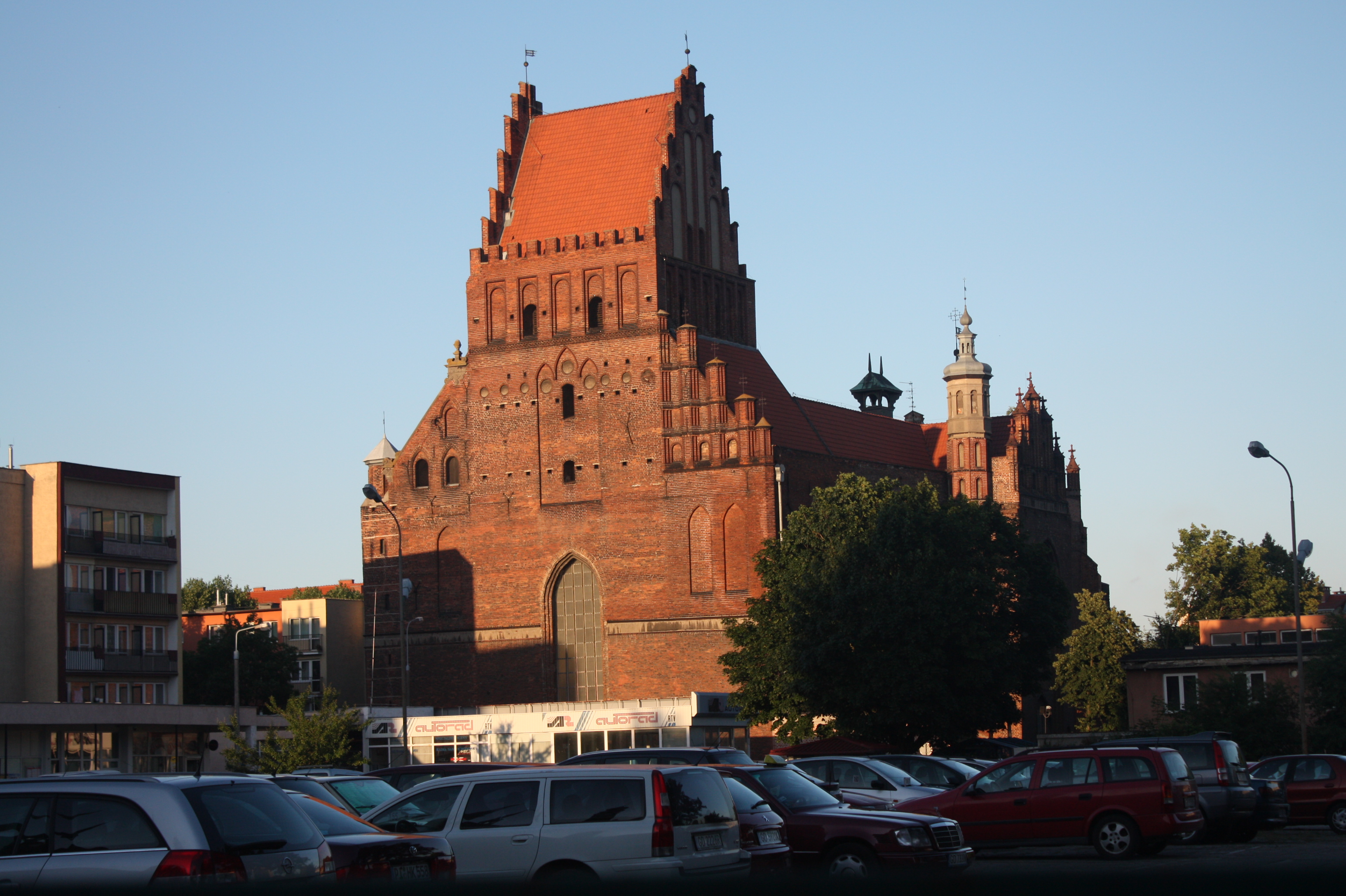
Iglesia parroquial armenia de Gdansk

En 2023 en el ordinariato oriental existían 3 parroquias, las cuales fueron establecidas a partir de un decreto del ordinario Nycz, del 1 de diciembre de 2009:
- Parroquia Sur San Gregorio el Iluminador: basada en la iglesia Santa Trinidad de Gliwice, que previamente al decreto fue desde 1945 sede rectoral armenia católica del sur de Polonia. Incluye los fieles con residencia permanente o temporal en las diócesis latinas de: Bielsko-Zywiec, arquidiócesis de Czestochowa, Gliwice, arquidiócesis de Katowice, arquidiócesis de Cracovia, Legnica, arquidiócesis de Lodz, Opole, arquidiócesis de Przemysl, Rzeszów, Sosnowiec, Swidnica, Tarnow, y arquidiócesis de Wroclaw. La parroquia tiene además de en Gliwice, comunidades en la iglesia de la Divina Misericordia en Cracovia y en la iglesia dominicana St. Wojciech en Breslavia.[2]

- Parroquia Central San Gregorio de Narek: basada en la iglesia Res Sacra Miser en Varsovia. Incluye los fieles con residencia permanente o temporal en las diócesis latinas de: arquidiócesis de Bialystok, Drohiczyn, Elk, arquidiócesis de Gniezno, Kalisz, Kielce, arquidiócesis de Lublin, Lomza, Lowicz, Plock, arquidiócesis de Poznan, Radom, Sandomierz, Siedlce, arquidiócesis de Varsovia, Varsovia-Praga, Wloclawek, Zamosc-Lubaczowskiej.

- Parroquia Norte: basada en la iglesia parroquial San Pedro y San Pablo, en Gdansk, que previamente al decreto fue desde 1958 sede rectoral armenia católica del norte de Polonia. Incluye fieles con residencia permanente o temporal en las diócesis latinas Bydgoszcz, Elblag, arquidiócesis de Gdansk, Koszalin-Kolobrzeg, Pelplin, arquidiócesis Kamieńskiej Szczecin, Torun, arquidiócesis de Varmia, Zielona-Gorzowskiej.

## Historia
Durante la Segunda Guerra Mundial comenzó un período de terror para la Iglesia greco-católica en Polonia. Durante la ocupación soviética de 1939, muchos sacerdotes greco-católicos fueron arrestados y deportados, la educación religiosa fue prohibida en las escuelas, las editoriales católicas fueron cerradas o censuradas. Incluso después de la guerra, muchas parroquias fueron cerradas y la Iglesia greco-católica declarada fuera de la ley y agregada por la fuerza a la Iglesia ortodoxa. El primado de Polonia, August Hlond, pidió a la Santa Sede instrucciones sobre la situación de los católicos bizantinos y obtuvo del papa Pío XII para él y para el arzobispo de Cracovia poderes especiales para asegurar la asistencia espiritual a los fieles greco-católicos. El 10 de diciembre de 1946 el primado Hlond fue designado como delegado especial para todos los ritos orientales.
Un tratado de límites polaco-soviético entró en vigor en 1946 por el cual Galitzia y parte de Volinia fueron incorporadas a la República Socialista Soviética de Ucrania y la población polaca fue transferida a Polonia. Los armenios católicos polonizados que vivían en esos territorios y eran parte de la archieparquía de Leópolis de los armenios, siguieron la misma suerte, junto con 8 sacerdotes. 
El 18 de septiembre de 1981 fue erigido el ordinariato de Polonia para los católicos griegos y armenios por el papa Juan Pablo II. El 16 de enero de 1991 los fieles greco-católicos ucranianos fueron separados del ordinariato al ser nombrado un obispo después de una larga vacante debido al régimen comunista para la eparquía de Przemyśl, tomando el ordinariato su nombre actual y limitándose de hecho a los fieles armenios.
Desde 2007 los 147 fieles de rito bizantino-eslavo (Iglesia neouniata) de la parroquia de Kostomłoty fueron puestos bajo el cuidado pastoral del obispo latino de Siedlce, Kazimierz Gurda, quien fue designado delegado apostólico.

## Estadísticas
Según el Anuario Pontificio 2024 el ordinariato tenía a fines de 2023 un total de 685 fieles bautizados.
| Año                                                                             | Población            | Población | Población      | Sacerdotes | Sacerdotes    | Sacerdotes    | Bautizados por sacerdote | Diáconos permanentes | Religiosos | Religiosos | Parroquias |
| Año                                                                             | Bautizados católicos | Total     | % de católicos | Total      | Clero secular | Clero regular | Bautizados por sacerdote | Diáconos permanentes | Varones    | Mujeres    | Parroquias |
| ------------------------------------------------------------------------------- | -------------------- | --------- | -------------- | ---------- | ------------- | ------------- | ------------------------ | -------------------- | ---------- | ---------- | ---------- |
| 2009                                                                            | 600                  | ?         | ?              | 3          | 3             |               | 200                      |                      |            |            | 1          |
| 2013                                                                            | 670                  | ?         | ?              | 3          | 3             |               | 223                      |                      |            |            | 3          |
| 2016                                                                            | 670                  | ?         | ?              | 3          | 3             |               | 223                      |                      |            |            | 3          |
| 2019                                                                            | 670                  | ?         | ?              | 2          | 2             |               | 335                      |                      |            |            | 3          |
| 2021                                                                            | 677                  | ?         | ?              | 2          | 2             |               | 338                      |                      |            |            | 3          |
| 2023                                                                            | 685                  |           |                | 2          | 2             |               | 342                      |                      |            |            | 3          |
| Fuente: Catholic-Hierarchy, que a su vez toma los datos del Anuario Pontificio. |                      |           |                |            |               |               |                          |                      |            |            |            |

## Episcopologio

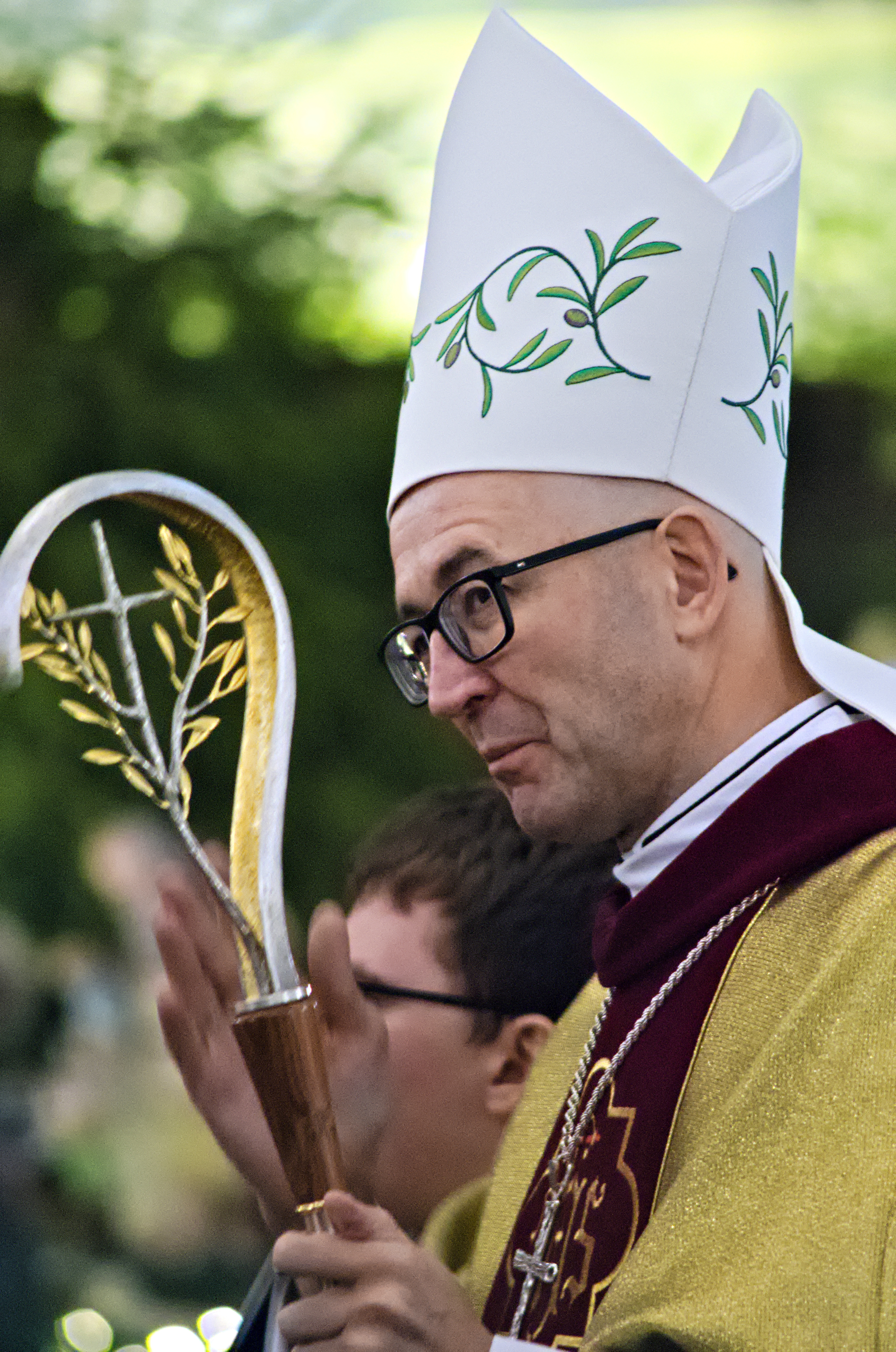
Adrian Józef Galbas, ordinario oriental de Polonia desde 2025

- Józef Glemp † (18 de septiembre de 1981-9 de junio de 2007 retirado)[nota 2]
- Kazimierz Nycz, desde el 9 de junio de 2007-8 de marzo de 2025 retirado)[nota 3]
- Adrian Józef Galbas, S.A.C., desde el 8 de marzo de 2025